# Nibbixwoud

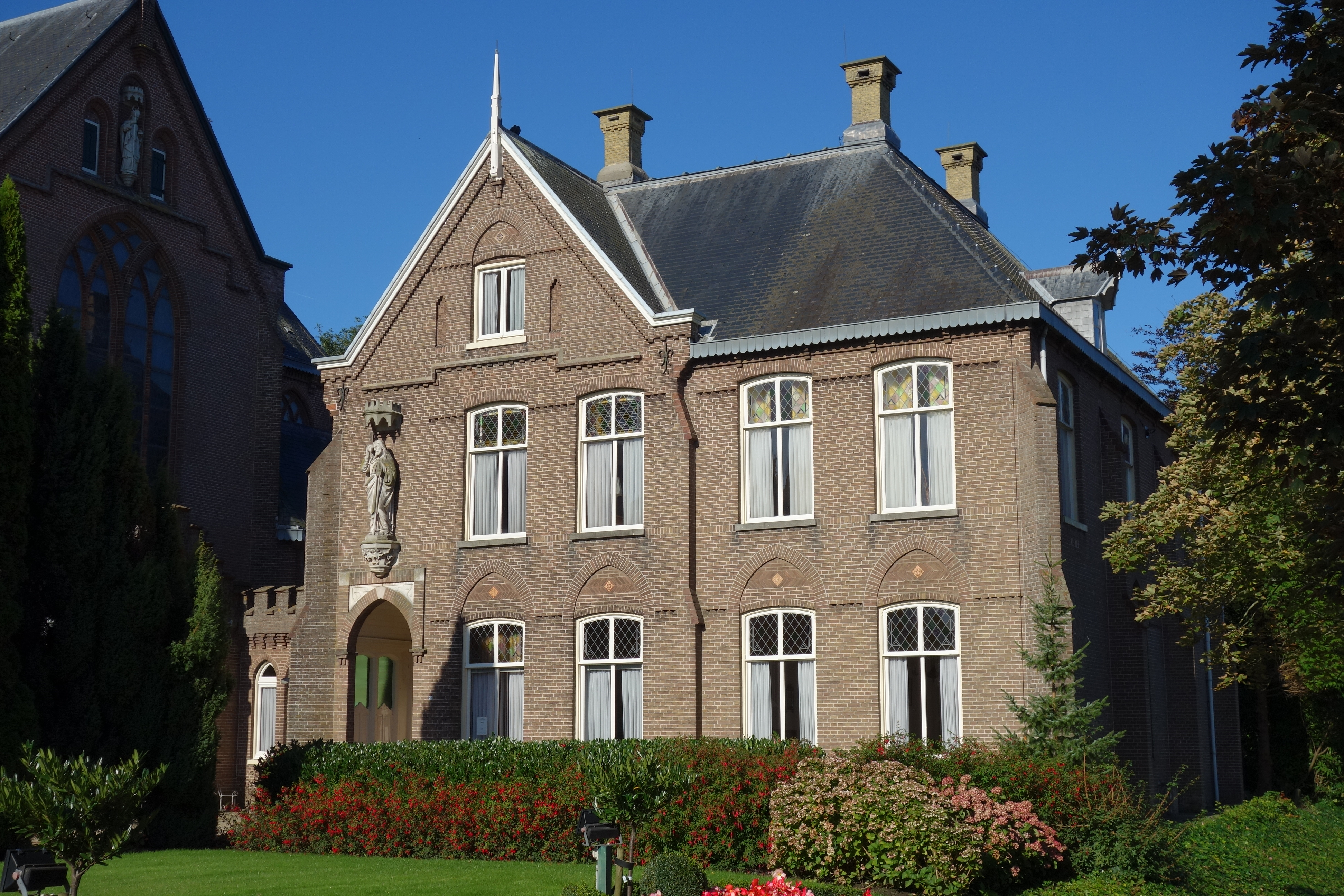
Nibbixwoud: la sacrestia della chiesa di Santa Cunera

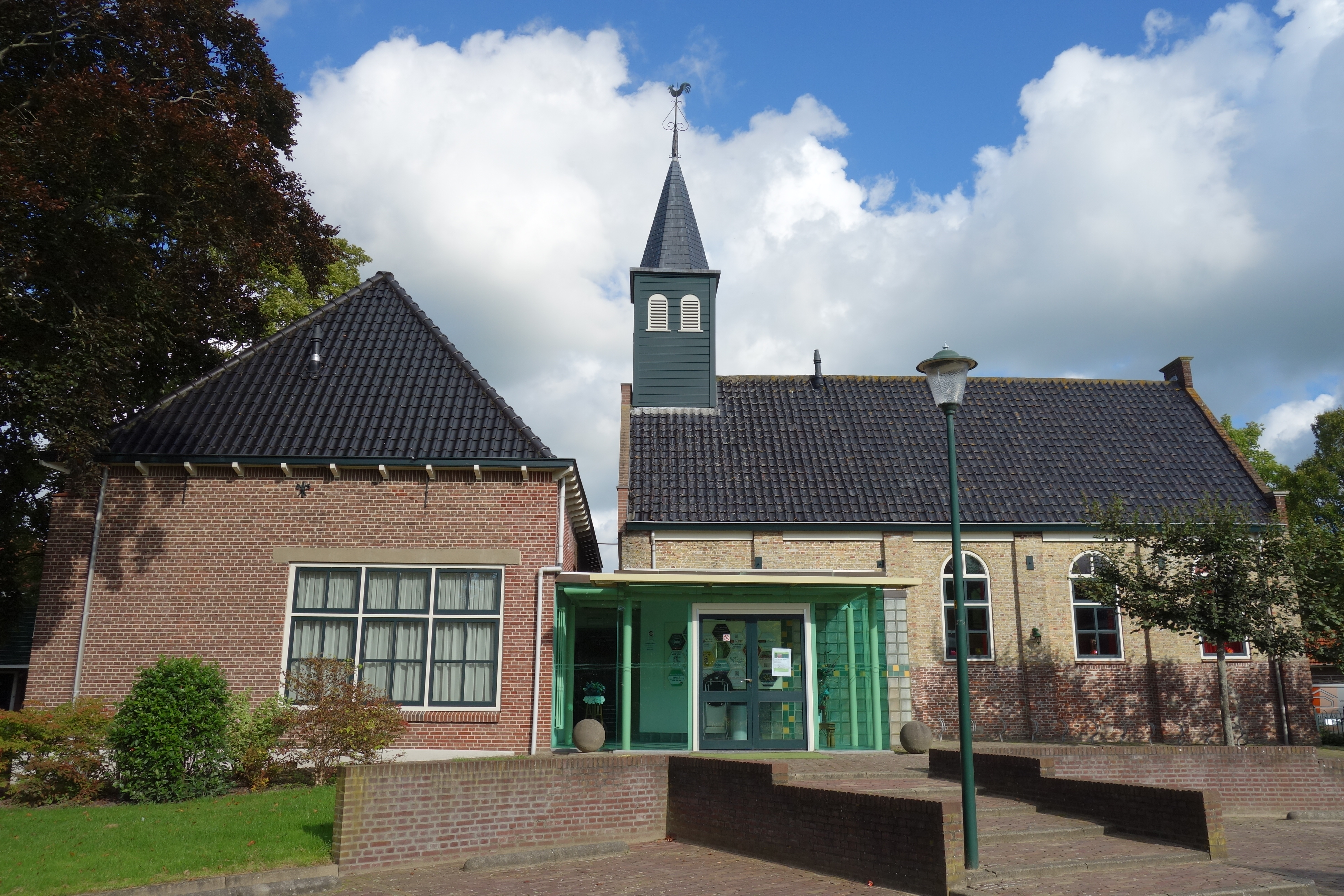
Nibbixwoud: la chiesa di Santa Elisabetta

Nibbixwoud è un villaggio (dorp) di circa 2 400-2 500 abitanti del nord-ovest dei Paesi Bassi, facente parte della provincia dell'Olanda Settentrionale (Noord-Holland) e situato nella regione della Frisia Occidentale (West-Friesland). Dal punto di vista amministrativo, si tratta di un ex-comune, dal 1979 accorpato alla municipalità di Wognum e dal 2007 alla municipalità di Medemblik.

## Geografia fisica
Nibbixwoud si trova nella parte sud-occidentale della regione della Frisia Occidentale, a pochi chilometri dalla costa che si affaccia sull'IJsselmeer e tra le località di Hoorn e Midwoud (rispettivamente a nord della prima e a sud della seconda).
Il territorio di Nibbixwoud è pari a 5,22 km2, di cui 0,05 costituiti da acqua.

## Storia

### Dalle origini ai giorni nostri
Nibbixwoud ebbe probabilmente origine nel corso della prima opera di cristianizzazione dell'area.
A partire dal XIII-XIV secolo, gli abitanti del luogo divennero particolarmente devoti a Santa Cunera.

### Simboli
Nello stemma di Nibbixwoud sono raffigurati tre pesci dorati su sfondo blu.
Questo stemma fu probabilmente creato nel XIX secolo e fa probabilmente riferimento alla pesca che si praticava in loco.

## Monumenti e luoghi d'interesse
Nibbixwoud vanta un solo edificio classificato come rijksmonument.

### Architetture religiose

#### Chiesa di Santa Cunera
Principale edificio religioso di Nibbixwoud è la chiesa dedicata a Santa Cunera: situata al nr. 53 della Dorpsstraat, è stata realizzata nel 1878 su progetto dell'architetto A.C. Bleijs.

### = Chiesa di Santa Elisabetta
Altro storico edificio religioso è la chiesa di Santa Elisabetta, nota come "Bessie", realizzata nella forma attuale nel 1834, ma le cui origini risalgono al XIII-XIV secolo (si tratta di una delle chiese di più antica origine della regione della Frisia Occidentale).

## Società

### Evoluzione demografica
Nel 2019, la popolazione di Nibbixwoud era pari a 2 450 abitanti.
Al rilevamento del 1º gennaio 2019, la popolazione al di sotto dei 26 anni risultava pari a 745 unità (di cui 425 erano i bambini e i ragazzi al di sotto dei 16 anni), mentre la popolazione dai 65 anni in su era pari a 520 unità.
La località ha conosciuto un lieve calo demografico rispetto al 2017 e al 2018, quando contava una popolazione pari a 2 477 abitanti.

## Geografia antropica

### Suddivisioni amministrative
Nel villaggio di Nibbixwoud è incluso gran parte del territorio della buurtschap di Wijzend.